# Niederschönenfeld

Luftaufnahme von Niederschönenfeld

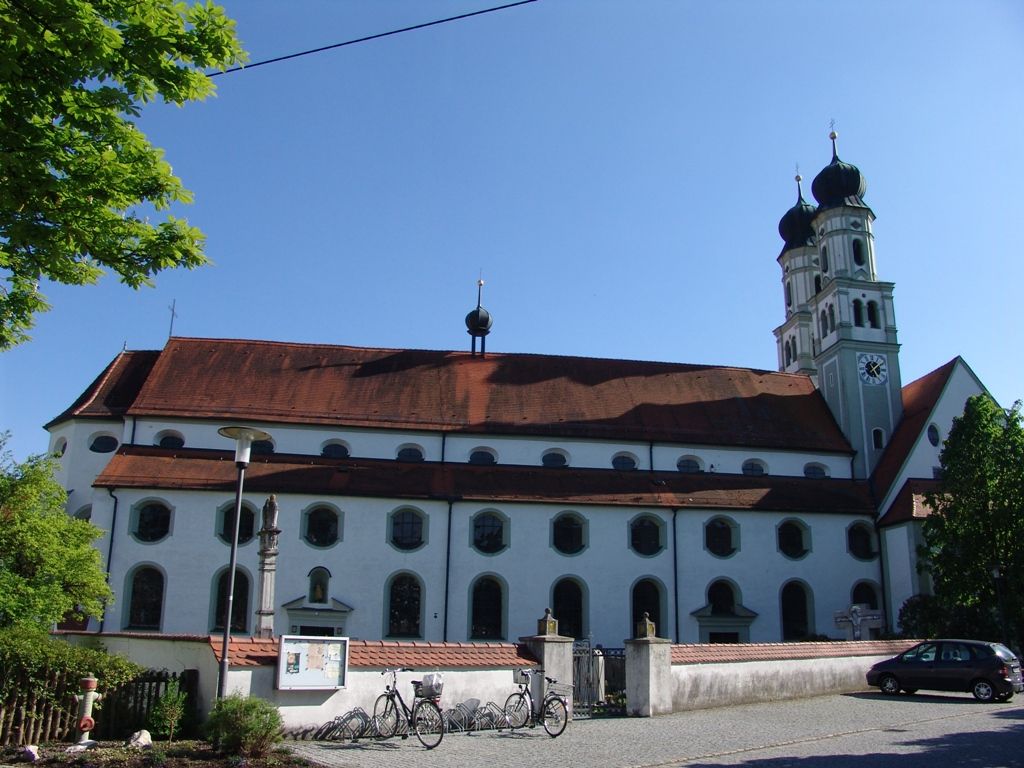
Pfarrkirche Mariä Himmelfahrt, ehemalige Klosterkirche

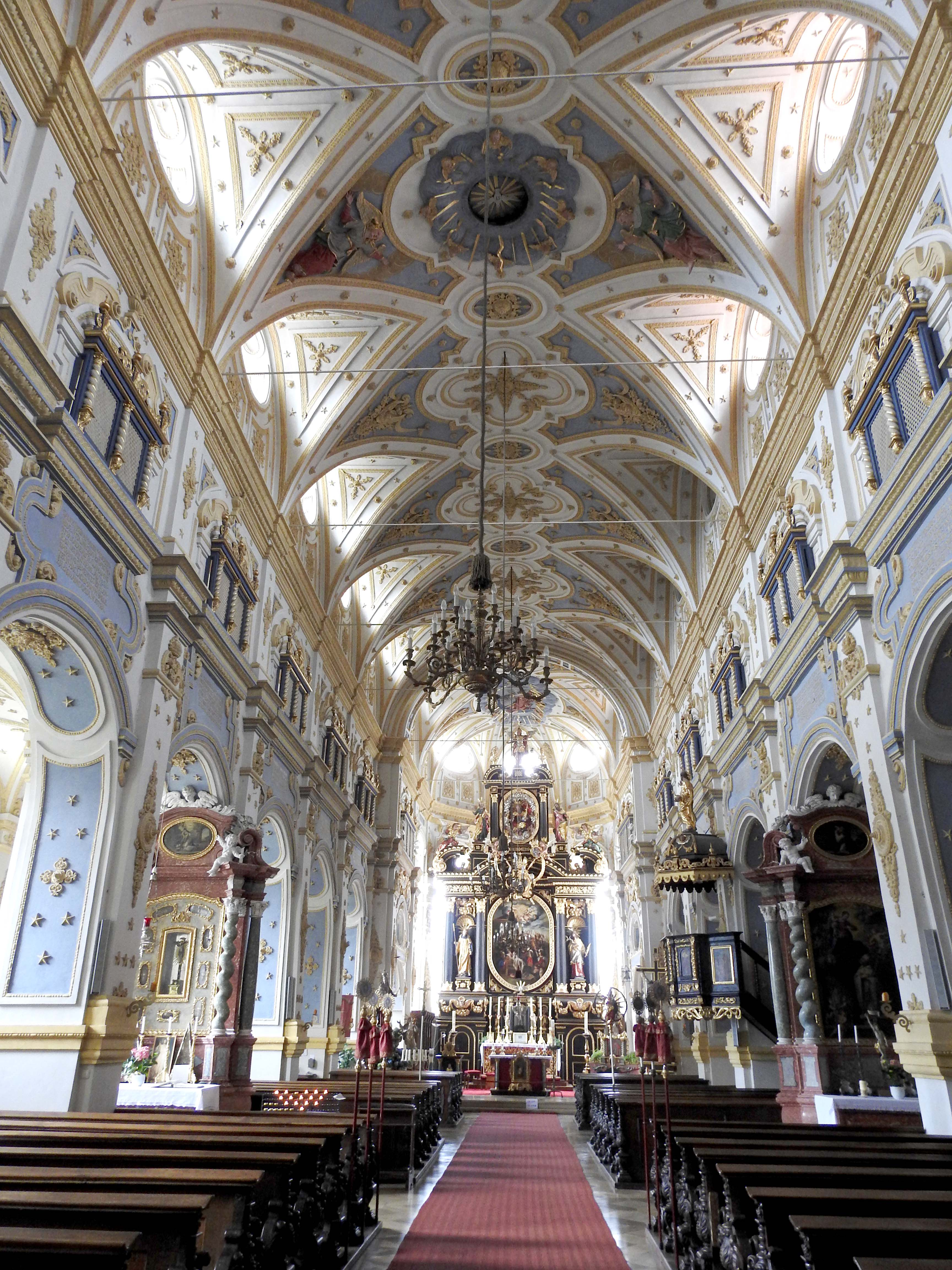
Innenansicht der Klosterkirche Mariä Himmelfahrt

Niederschönenfeld ist eine Gemeinde im schwäbischen Landkreis Donau-Ries.

## Geographie

### Geographische Lage
Niederschönenfeld ist in Luftlinie etwa elf Kilometer östlich von Donauwörth und etwa 39 Kilometer nördlich von Augsburg entfernt. Die Gemeinde erstreckt sich auf etwa 390–405 m ü. NHN in der flachen Donauaue links und vor allem rechts des untersten Lechs, der auf dem Gemeindegebiet seinen letzten Stausee durchläuft und an dessen Nordgrenze in die Donau mündet; kleinere, unbewohnte Gebietsteile liegen auch nördlich des heutigen Donaulaufes. Auenwälder mit Altarmen und anderen Kleingewässern begleiten Lech und Donau, so dass im Gemeindeteil links des Lechs nur der Kleinweiler Wörthen mit drei Hofstellen liegt, während sich die übrigen Orte und Siedlungsplätze rechts des Lechs befinden, die beiden Pfarrdörfer Feldheim und Niederschönenfeld in jeweils mindestens einem halben Kilometer Abstand von den zwei großen Flüssen. Rechts neben dem viel größeren Lech durchzieht auch noch die Friedberger Ach die Gemeinde und den namengebenden Hauptort auf nördlichem Lauf und kehrt sich dahinter auf östlichen im Donau-Auwald bis zu ihrer Mündung erst außerhalb des Gemeindegebietes.
Im Gemeindegebiet von Niederschönenfeld und zum kleineren Teil dem Gebiet der Stadt Rain liegt das Naturschutzgebiet Vogelfreistätte Feldheimer Stausee unmittelbar vor der Einmündung des Lech in die Donau. Es umfasst eine Gesamtfläche von 100 ha und wurde am 18. Mai 1982 unter Naturschutz gestellt.

### Gemeindegliederung
Die Gemeinde hat vier Gemeindeteile (in Klammern ist der Siedlungstyp angegeben):
- Feldheim (Pfarrdorf) mit Wörthen (Weiler) und Lechbrücke (Einöde)
- Niederschönenfeld (Pfarrdorf)

Zu Niederschönenfeld zählt die Einöde Hunzenhof, die seit 1933 bewohnt ist.
Es besteht nur die Gemarkung Feldheim, die das ganze Gemeindegebiet umfasst.

### Nachbargemeinden
An Niederschönenfeld grenzen reihum: im Osten der Markt Burgheim im Landkreis Neuburg-Schrobenhausen; im Südosten und Süden die Stadt Rain, im Westen die Gemeinde Genderkingen, im Norden Markt Kaisheim und die Gemeinde Marxheim, alle im eigenen Landkreis Donau-Ries.

## Geschichte

### Bis zur Gemeindegründung
Feldheim und Niederschönenfeld gehörten zum Herrschaftsbereich der Grafen von Lechsgemünd-Graisbach. Graf Berthold I., bezeugt von 1193 bis 1253, stiftete im 13. Jahrhundert das örtliche Kloster Niederschönenfeld, zu dessen Hofmark vom 15. Jahrhundert bis zur Säkularisation in Bayern 1803 die beiden Orte gehörten. Während des Dreißigjährigen Kriegs wurde nach der Niederlage Tillys in der Schlacht bei Rain 1632 das Kloster zerstört. Als der Konvent 1634 zurückkehrte, wurde das Kloster notdürftig wiederaufgebaut, aber schon 1646 von den Franzosen und Schweden wieder zerstört. Mit dem Ende des Dreißigjährigen Kriegs konnte der Konvent 1648 zurückkehren. Die Bestrebungen der Stadt Rain, das Kloster zum Schutz in der Stadt Rain aufzustellen, scheiterten, da die Äbtissin sich erfolgreich mit dem Kurfürsten dafür einsetzte, das Kloster an alter Stelle aufzubauen. Für den Wiederaufbau der Klostergebäude und die Verbesserung der wirtschaftlichen Verhältnisse sorgte die Äbtissin M. Euphemia Fatiga, die deshalb als zweite Klostergründerin gilt. Ihr persönliches Wappen zeigt eine gekrönte Meerjungfrau, die zusammen mit dem Wappen des Grafen Berthold III. und drei Kornähren das Gemeindewappen bildet. Die Ähren stehen für Feldheim, wo die meisten Handwerker und Tagelöhner des Klosters angesiedelt waren und zusätzliche kleine Bauernanwesen betrieben.

### Vertrag von Niederschönenfeld
Nach der Besetzung Bayerns durch die Österreicher wurde im Vertrag von Niederschönenfeld vom 27. Juni 1743 der Abzug der Armee Kaiser Karl Albrechts festgelegt. In der zweijährigen Besetzung musste das Kloster Unsummen an Abgaben leisten.

### Kreiszugehörigkeit
Bis zum 1. Juli 1972 gehörte Niederschönenfeld zum Landkreis Neuburg an der Donau und wurde dann im Zuge der Gebietsreform in Bayern dem Landkreis Donau-Ries zugeschlagen, der bis zur Umbenennung am 1. Mai 1973 die Bezeichnung Landkreis Nördlingen-Donauwörth trug.

### Eingemeindungen
Die heutige Gemeinde Niederschönenfeld entstand am 1. Mai 1978 im Zuge der Gebietsreform aus dem Zusammenschluss der seit 1818 selbstständigen Gemeinden Feldheim und Niederschönenfeld.

### Einwohnerentwicklung
Zwischen 1988 und 2018 wuchs die Gemeinde von 1124 auf 1475 um 351 Einwohner bzw. um 31,2 %.

## Politik

### Bürgermeister
- 1. Mai 1978 bis 30. April 1996: Johann Höringer, Niederschönenfeld
- 1. Mai 1996 bis 30. April 2002: Manfred Rümmer, Feldheim
- 1. Mai 2002 bis 30. April 2020: Peter Mahl, Niederschönenfeld
- Seit 1. Mai 2020: Stefan Roßkopf, Niederschönenfeld[6]

### Gemeinderat
Sitzverteilung bei den Kommunalwahlen 2014 und 2020 jeweils:
- Unabhängiger Bürgerblock Feldheim: 6 Sitze
- Freie Wählergemeinschaft Niederschönenfeld: 6 Sitze

## Verwaltung
Die Gemeinde ist Mitglied der Verwaltungsgemeinschaft Rain.

### Wappen
| Wappen von Niederschönenfeld | Blasonierung: „Gespalten; vorne fünfmal geteilt von Gold und Blau; hinten in Blau eine golden gekrönte natürliche Meerjungfrau mit goldenem Fischschwanz und goldenen Haaren, in den Händen drei goldene Ähren haltend.“ |
| Wappen von Niederschönenfeld | Wappenbegründung: Das Wappen der Gemeinde Niederschönenfeld geht auf die Zeit des Klosters zurück: - vorne fünfmal geteilt von Gold und Blau: Wappen der Grafen von Lechsgemünd/Graisbach (Klostergründer) - gekrönte Meerjungfrau: persönliches Wappen von Äbtissin M. Euphemia Fatiga, unter welcher Frau der Wiederaufbau des Klosters nach dem Dreißigjährigen Krieg vollzogen wurde - drei Ähren: Feldheim, wo die meisten Tagelöhner und Bauern wohnten Der Gemeinderat hat das Wappen am 1. Juni 1981 angenommen, die Regierung von Schwaben hat mit dem Bescheid vom 4. März 1982 zugestimmt. |

Die Gemeindeflagge hat die Farben gelb-blau-gelb.

### Gemeindepartnerschaften
Seit 1997 besteht eine offizielle Partnerschaft mit Plestin les Grèves in der Bretagne, Frankreich. Begonnen hatte die Beziehung bereits 1975 mit Jugendaustausch-Fahrten.
Freundschaftliche Verbindungen bestehen seit der Wiedervereinigung mit Feldheim-Schwabeck, einem Stadtteil von Treuenbrietzen in Brandenburg.

## Baudenkmäler
- Kloster Niederschönenfeld
- Katholische Pfarrkirche und ehemalige Klosterkirche Mariä Himmelfahrt

## Wirtschaft
In der Gemeinde gibt es 59 sozialversicherungspflichtige Arbeitsplätze (30. Juni 2019); die Beamtenstellen in der Justizvollzugsanstalt sind hier nicht mitgerechnet. Beschäftigte am Wohnort gab es im gleichen Jahr 576. Arbeitslos waren 10 Einwohner.
Im Jahr 2017 betrugen die Gemeindesteuereinnahmen 1.451.000 Euro, davon waren 590.000 Euro Gewerbesteuer (netto).
2016 betrug die landwirtschaftlich genutzte Fläche 905 ha, davon 201 ha Grünland und 704 ha Ackerland. Hauptsächlich wurden Getreide (310 ha), Silo- und Grünmais (156 ha) und Pflanzen zur Grünernte (249 ha) angebaut.

## Öffentliche Einrichtungen

### Staatliche Einrichtungen
- Justizvollzugsanstalt, Anfang der 1920er Jahre auch Festungshaftanstalt für die politischen Gefangenen der Münchner Räterepublik.

### Gemeindliche Einrichtungen
- Dreigruppige gemeindliche Kindertageseinrichtung Feldheim mit 50 Kindergarten- und 12 Krippenplätzen; im März 2021 besuchten 62 Kinder die Tagesstätte, Erweiterung ist im Bau
- Bürgerhaus Niederschönenfeld
- Gemeinde-Bauhof Feldheim
- Freiwillige Feuerwehren Feldheim und Niederschönenfeld

## Persönlichkeiten
- Herzog Stephan III. von Bayern-Ingolstadt, * um 1337, ist am 25. September 1413 im Kloster Niederschönenfeld gestorben.[10]
- Sebastian Fend (1850–1918), Dekan
- Johann Höringer (1933–2023), 1. Bürgermeister von 1966 bis 1996, Ehrenbürger und Träger des Bundesverdienstkreuzes